# Yves Daudigny
Yves Daudigny, né le 23 février 1947 à Chavignon (Aisne), est un homme politique français. Membre du Parti socialiste (PS), il est président du conseil général de l'Aisne de 2001 à 2015 et sénateur de 2008 à 2020.

## Biographie

### Famille
Yves Daudigny est issu d'une famille totalement axonaise sur plusieurs générations, dont les racines se regroupent autour de Laon et Château-Thierry. La branche paternelle grandit sur les villages de Merlieux-et-Fouquerolles ainsi que Cessières. Par sa branche du sud de l'Aisne, il est cousin avec Paul et Camille Claudel.

### Parcours politique
Professeur de physique-chimie, il est élu conseiller municipal pour la première fois à Marle en 1977, avant d'en être élu maire en 1983, fonction qu'il conserve jusqu'en 2001. 
Élu conseiller général de l’Aisne en 1985 dans le canton de Marle, il est réélu en 1992, 1998, 2004 et 2011. Il est élu président du conseil général de l'Aisne en mars 2001, en succédant à Jean-Pierre Balligand, puis est réélu en 2004, 2008 et 2011.
Il est également premier vice-président entre 1986 et 1994, puis président de 1994 à 2014 du syndicat du Pays de la Serre et de la communauté de communes du Pays de la Serre. 
Ancien vice-président de l’Assemblée des départements de France, il en demeure ensuite membre et président de la commission des Politiques sociales et familiales.
Élu au Sénat lors des élections sénatoriales de 2008, il est le premier sénateur de gauche élu dans l'Aisne depuis la création de la Ve République. À la suite du renouvellement sénatorial de 2011, favorable à la gauche, il est nommé rapporteur général de la commission des Affaires sociales, chargé notamment du projet de loi de financement de la Sécurité sociale. Il est réélu sénateur lors des élections sénatoriales de 2014.
Au premier tour des élections départementales de 2015, il arrive en troisième position dans le canton de Marle, derrière le binôme de l'UMP (37,6 %) et celui du FN (31,8 %), devenant selon Le Courrier picard le « symbole de la déconfiture de la gauche ». Il se désiste au second tour au profit de l'UMP.
Il soutient Manuel Valls pour la primaire citoyenne de 2017 puis parraine Benoît Hamon pour l’élection présidentielle de 2017.
En octobre 2017, il est élu secrétaire du Sénat.
Il ne brigue pas un troisième mandat de sénateur aux élections sénatoriales de 2020.

## Décoration
- Chevalier de la Légion d'honneur (2022)[11]